# Neauphe-sous-Essai
Neauphe-sous-Essai là một xã thuộc tỉnh Orne trong vùng Normandie tây bắc nước Pháp. Xã này nằm ở khu vực có độ cao trung bình 204 mét trên mực nước biển.